# Джапаридзе, Гоча Ираклиевич
Гоча Ираклиевич Джапаридзе (груз. გოჩა ირაკლის ძე ჯაფარიძე, 10 июля 1942, Тбилиси — 15 ноября 2020) — грузинский историк, востоковед, педагог высшей школы, дипломат.

## Биография
В 1964 году окончил Тбилисский государственный университет. Кандидат исторических наук (1968)
С 1968 года работал в Академии наук Грузинской ССР. Младший, старший, ведущий научный сотрудник Института востоковедения им. Церетели; 1979—1983 гг. Директор Культурного центра СССР в Дамаске (Сирийская Арабская Республика); 1991—1998 Проректор Тбилисского института Азии и Африки; 1995—1998 И 2004—2007 гг. Заведующий отделами Института востоковедения; 2005—2007 гг. Декан факультета востоковедения и гуманитарных наук Тбилисского государственного университета, профессор.
С 1998 по 2004 год и с 2009 по 2010 год — Чрезвычайный и Полномочный посол Грузии в Арабской Республике Египет;
С 2006 по 2008 — Чрезвычайный и Полномочный посол Грузии в Кувейте и других странах Персидского залива (Саудовская Аравия, Бахрейн, Катар, Оман, Объединённые Арабские Эмираты).
Доктор исторических наук (1994), тема диссертации: «Грузия и исламский мир на Ближнем Востоке в первой трети XII—XIII веков».

## Фильмография

### Сценарист
- «Сирия глазами грузин» (реж. Г. Барнов);
- «Мамлюки-грузины в Египте» (реж. М. Кокочашвили).